# Wapen van Sardinië
Het wapen van Sardinië (Italiaans: stemma da Sardegna) is het officiële wapen van de Italiaanse autonome regio Sardinië. Het wapen werd per presidentieel decreet op 5 juli 1952 aan het eiland verleend. Op 15 april 1999 werd in de regionale wet vastgelegd hoe het wapen, maar ook de vlag, er uit hoort te zien. Het wapen bestaat uit een rood kruis met in elk kwartier een hoofd van een Moor toont. Waar het wapen vandaan komt is niet duidelijk, over de herkomst zijn dan ook verschillende legendes ontstaan.
Het wapen bestaat uit de volgende onderdelen: 
- Een zilveren schild met daarop een rood kruis, mogelijk verwijzend naar Sint Joris;
- Vier zwarte bustes met witte blinddoeken kijkend naar heraldisch rechts (voor de kijker links);

Gedurende de verschillende historische periodes dat Sardinië onderdeel was van verschillende koninkrijken, had het wapen ook verschillende vormen. Wel waren de vier Moren altijd onderdeel van het wapen. De huidige vorm van het wapen is ontstaan in de 18e eeuw en was voor institutionele doeleinden Na de Italiaanse eenwording werd het wapen niet meer gebruikt. Het wapen werd wel het symbool van de Partito Sardo d'Azione. Tussen 1999 en 2009 werd het wapen aangepast, de Moren droegen hoofdbandjes rond hun voorhoofden. Met deze aanpassing wilde de regering symboliseren dat de Sardiniërs niet moeten huilen en naar het verleden kijken, maar juist naar een betere toekomst moeten kijken. In 2009 werd het wapen uit 1952, met de blinddoeken, opnieuw als wapen aangesteld.
De vier Moren komen in een iets andere vorm ook terug op de Vier Morenvlag, of Bandeira da quattro mori.

## Herkomst
In een van de legendes wordt gesteld dat koning Peter I van Aragón het wapen ter herinnering aan een gewonnen veldslag tegen de Moren heeft aangesteld. De onderdelen van het wapen kunnen dan als volgt verklaard worden: het zilveren veld met rode kruis verwijzen naar Sint Joris, deze zou Peter I hebben geholpen met het behalen van de overwinning bij Alcoraz in 1096. Sint Joris zou in het wit gekleed zijn met een rood kruis op diens borst. De vier hoofden staan voor vier overwonnen Moorse koningen. De eerste keer dat de vier hoofden in een wapen of vlag verschenen was in de 14e eeuw, het symboliseerde toen het Koninkrijk Sardinië binnen de confederatie van de Kroon van Aragón. Bij de overdracht naar het hertogdom Savoye namen de hertogen de titel koning van Sardinië over en het wapen van Sardinië werd in een hartschild in hun wapen opgenomen. In deze periode verwerd de hoofdband van de Moren tot een blinddoek.
Het is ook mogelijk dat het wapen is ontstaan uit een belediging van de Piëmontse overheid naar de bewoners van het eiland toe.
Een andere mogelijkheid is dat het wapen geïnspireerd is op de overwinningen van de Sardiniërs op de Moren, al dan niet met behulp van de republieken Genua en Pisa.

## Vergelijkbare wapens
Een aantal wapens binnen Europa zijn vergelijkbaar. Zo heeft ook het Corsica een hoofd van een Moor op het wapen. Net als de vier hoofden op het wapen van Sardinië heeft dat hoofd een hoofdband om. Op het wapen van het bisdom Freising en op het wapen van paus Benedictus XVI staat een gekroond hoofd van een Moor. Ook de Belgische plaats Boezinge heeft een moor in het wapen.